# 541618 Magyaribela
541618 Magyaribela este o planetă minoră (asteroid) din centura de asteroizi. A fost descoperită pe 3 octombrie 2011 la Piszkéstetői Obszervatórium⁠(d) de  și a fost numită după Magyari Béla⁠(d). 
Obiectul prezintă o orbită caracterizată de o semiaxă mare de 1,9093101920897 UAi, o excentricitate de 0,06173021088714, o înclinație de 22,254140693021 ° în raport cu ecliptica.